# Mylochromis spilostichus
Mylochromis spilostichus е вид лъчеперка от семейство Цихлиди (Cichlidae).